# Victor Bodson
Victor Bodson (Lussemburgo, 24 marzo 1902 – Bad Mondorf, 29 giugno 1984) è stato un politico lussemburghese, esponente del Partito Operaio Socialista Lussemburghese.
È stato ministro e commissario europeo.

## Biografia

### Formazione e giovinezza
Bodson studiò giurisprudenza in Francia. Divenne avvocato presso la Corte superiore di giustizia del Lussemburgo e fu tra i fondatori dell'ordine lussemburghese degli avvocati.
In gioventù fu campione lussemburghese di motociclismo.

### Carriera politica
Nel 1930 Bodson aderì al Partito Operaio Socialista Lussemburghese. Nel 1934 venne eletto membro della Camera dei deputati e nell'anno successivo membro del consiglio cittadino di Lussemburgo.
Nel 1940 si dimise dal mandato parlamentare e venne nominato ministro della giustizia, dei lavori pubblici e dei trasporti nel governo guidato da Pierre Dupong. Mantenne la stessa carica nei successivi governi Dupong, fino al 1º marzo 1947. Tra il 10 maggio 1940 e il 23 settembre 1944 il governo lussemburghese operò da Londra e Montreal. Dopo avere fatto parte nuovamente della Camera dei deputati dal 1948 al 1951, nel luglio 1951 Bodson tornò a ricoprire la carica di ministro della giustizia, dei lavori pubblici e dei trasporti. Svolse l'incarico fino al marzo 1959.
Nel settembre 1961 Bodson venne eletto membro del Consiglio di stato, poi nel luglio 1964 tornò a far parte della Camera dei deputati. Dal 21 luglio 1964 al 1º luglio 1967 fu presidente della Camera. Come presidente della Camera organizzò l'assemblea costitutiva dell'associazione internazionale dei parlamentari di lingua francese tenutasi a Lussemburgo nel maggio 1967 e fu eletto presidente dell'associazione.
Bodson rappresentò il suo partito nel Comitato d'azione per gli Stati Uniti d'Europa.
Il 2 luglio 1967 Bodson entrò in carica come commissario europeo per i trasporti nell'ambito della Commissione Rey. Rimase in carica fino al 1º luglio 1970.

## Riconoscimenti
- Medaglia d'argento della libertà[1]
- Bodson è stato riconosciuto come giusto tra le nazioni per avere salvato circa 100 ebrei durante il periodo della Shoah[5]. Possedeva una casa a Steinheim, sul confine tra Germania e Lussemburgo, ed organizzò per gli ebrei una via di attraversamento del confine[5]. Bodson è l'unico giusto tra le nazioni di origine lussemburghese[5].
- Dopo le sue dimissioni dalla presidenza della Camera dei deputati i parlamentari lussemburghesi conferirono a Bodson il titolo di presidente onorario dell'assemblea[1].
- Nel 1993 gli è stato intitolato un ponte a Hesperange[6].